# Адріанопольська битва (378)
Адріанопольська битва (9 серпня 378 року) — битва між готами (переважно племенами тервінгів, грейтунгів, про яких повідомляє Амміан Марцеллін, і які, на думку більшості дослідників, є вестготами й остготами Йордана), аланами та іншими народами на чолі з вестготським королем Фрітігерном з одного боку й римським військом на чолі з імператором Валентом з іншого, у римській провінції Фракія, за 13 км на північ від Адріанополя.
Римлян була вщент розбито — загинула майже вся армія та сам імператор.
Адріанопольська битва вважається однією з поворотних, що змінила баланс сил на користь германців. Вона часто вважається передвісником падіння Римської імперії.

## Передумови та хід битви
Хоч на з'єднання з Валентом йшли війська на чолі з його племінником Граціаном, однак він вирішив не чекати їх, а виступив проти ворога з тим військом, яке мав. Під час одного з переходів військо вийшло назустріч готам. Готська кіннота якраз була відсутня, тож готи сховалися в таборі, оточеному возами. Імператор не хотів, аби його військо, змучене маршем, з ходу вступало в бій, однак солдати, побачивши ворога, почали закликати його розпочати наступ, а передові загони без наказу кинулися на штурм табору. Валент змушений був відправити їм на допомогу все військо. Однак штурм був невдалий, і атаку було відбито, у цей час повернулася готська кіннота.
Переправившись через Дунай на територію Східної Римської імперії, остготські князі Алатей та Сафракс приєдналися до повстання Фрітігерна і разом з ним брали участь у битві при Адріанополі. Кіннота Алатея і Сафракса вдалим маневром вирішила долю цієї битви на користь готів.
Змучені довгим переходом та невдалим штурмом, римляни опинилися між ворожим табором та кіннотою. Внаслідок бою римську армію було повністю розгромлено, а сам імператор Валент загинув у бою.

## Наслідки
Адріанопольска битва відбулася в той момент, коли в цілому Римській імперії вдалося подолати попередню кризу та реформувати військо. Нищівна поразка в такий момент перервала процес поступового одужання імперії та знову занурила її в хаос.